# Guillermo Cuello
Guillermo Cuello, född 9 november 1940, är en argentinsk friidrottare. Han deltog vid olympiska sommarspelen 1968.